# Salustiano Sánchez Blázquez
Salustiano Sánchez Blázquez, también llamado Salustiano Shorty Sánchez (Salamanca, España; 8 de junio de 1901 – Grand Island, Nueva York; 13 de septiembre de 2013) fue un supercentenario español con el título del hombre vivo más viejo del mundo. Consiguió la marca con 112 años al morir el japonés de 116 años Jiroemon Kimura el 12 de junio de 2013, y la mantuvo hasta su propia muerte el 13 de septiembre de 2013. Nació en España, y posteriormente emigró a Cuba, donde vivió algunos años antes de volver a emigrar a los Estados Unidos, donde vivió hasta su muerte.

## Biografía
Sánchez nació en 1901, hijo de Baldomera Blázquez y Serafín Sánchez en el pueblo de El Tejado, en la provincia de Salamanca, España. A medida que iba creciendo, fue admirado por la forma en la que tocaba la dulzaina en las fiestas y las bodas de su pueblo para ganar dinero.
No fue a la escuela hasta que cumplió las diez años de edad, edad a la que dejó de estudiar por él mismo. Emigró a Cuba a los 17 años de edad con su hermano mayor, Pedro, y algunos amigos. Trabajó en los campos de azúcar de caña.
En agosto de 1920 emigró a los Estados Unidos y finalmente consiguió un trabajo como minero en las minería de carbón en Lynch, Kentucky. Conoció a su futura esposa Pearl Emilie Chiasera en el funeral de un conocido en Pensilvania. Se casó con Chiasera en 1934 y tuvieron dos hijos, John e Irene. Extendió su familia con siete nietos, quince bisnietos y cinco tataranietos.
Chiasera murió en 1988, y en 2007 Sánchez se fue a vivir con su hija a una residencia de ancianos en Grand Island, Nueva York, cerca de las cataratas del Niágara.
Sánchez afirmó que su longevidad se debía a comerse un plátano y seis pastillas de Anacin cada día.

## Muerte
Falleció el 13 de septiembre de 2013 en el asilo a la edad de 112 años y 97 días. Está enterrado en Gate of Heaven Cemetery, en Lewiston, Nueva York. Tras su muerte, el supercentenario italiano Arturo Licata, con 111 años de edad, se convirtió en varón más viejo del mundo.